# ベンダー・ゲシュタルト・テスト
ベンダー・視覚・運動・ゲシュタルト・テスト（Bender Visual Motor Gestalt Test）は、単にベンダー・ゲシュタルト・テスト（Bender Gestalt Test）ともいい、児童神経精神科医のロレッタ・ベンダーによって最初に開発された心理検査のことである。この検査は「視覚・運動成熟度」の評価や発達障害のスクリーニング、神経機能や脳障害の評価に用いられる。
オリジナルの検査は9つの図形からなり、図形のそれぞれは3×5カードに描かれている。被験者はそれぞれの図形を提示され、白紙に書き写すように求められる。検査は通常7-10分かかり、その後で、正確さとその他の特徴に基づいて結果が得点化される。
ベンダーはこのテストを『視覚・運動 ゲシュタルト・テストとその臨床的使用』という題名の1938年のモノグラフで初めて記述した。図形は有名なゲシュタルト心理学者ヴェルトハイマーの研究から引用された。ベンダー・ゲシュタルト・テスト（現在ではしばしばそう呼ばれる）は数十年にわたって学校心理学者や臨床心理学者が用いる検査としては5本の指に入る典型的なものである。このテストは知覚運動技能、知覚運動発達を測定し、神経学的に損傷がないかどうかの示唆を与える。このテストは性格検査や情緒問題の検査としても用いられてきた。 
このテストは脳損傷のスクリーニングの手段として用いられてきた。ベンダー自身、このテストは「4-11歳の子どもの脳の機能ゲシュタルト機能の成熟を評価する方法で、与えられた刺激の布置全体に反応する。反応は知覚されたゲシュタルトのパターン化の運動過程である」と述べている。
元来アメリカ予防精神病学会から出版されていたが、1990年代にリバーサイド出版社によって買収され、改訂された質的採点システムと共にベンダーIIとして出版された。ベンダーIIにはオリジナルの9つに対して16の図形が含まれている。ベンダーIIのために新しく改訂されたこのシステムは、ベンダーのオリジナルの採点システムとはほとんど関係なく、むしろ1980年代にブラニガンによって考案されたシステムを改訂したものである。